# Упениеце, Эви
Эви Упениеце (в советский период Эви Эдуардовна Упениеце; латыш. Ēvī Upeniece; 22 августа 1925, Рига — 29 августа 2024, Латвия) — советский и латвийский скульптор и портретист. Кавалер ордена Трёх звёзд.

## Биография
Эви Упениеце родилась 22 августа 1925 в Риге. С 1944 по 1946 год обучалась в Рижской школе художественных ремесел. В 1952 году окончила отделение скульптуры в Латвийской академии художеств. Защитила дипломную работу на тему скульптурный портрет оперного певца Артура Фринберга у Теодора Залькалнса.
С 1952 по 1980 год работала на комбинате Союза художников «Māksla» («Искусство»), руководитель скульптурной мастерской. С 1964 по 1977 год руководила кружком керамики в Рижской средней школе № 45. В 2015 году Эви Упениеце была признана Почетной жительницей Адажи. В 2021 году была награждена Орденом Трёх звёзд V степени. Член Союза художников СССР.
Умерла 29 августа 2024 году. Похоронена на кладбище Райниса.
Муж Эви Упениеце, Владимир Рапикис (1921–1985), также был скульптором, сын Карлис Рапикис (1951–2003) фотограф.

## Твочество
Эви Упениеце работала с традиционными твердыми материалами – бронзой, мрамором, медной ковкой; иногда также использовались фаянс и майолика. В основном она работала в области фигуративной и декоративной скульптуры, а также в меньшей степени в области мемориальной скульптуры. С 1953 году участвует в выставках.  Организовала более двадцати персональных выставок во многих музеях и галереях как в Латвии, так и в мире. Ее работы находятся в музейных собраниях Латвии, частных коллекциях Швеции, Дании, Норвегии, США.
Первой работой Эви Упениеце стал «Памятник жертвам нацистов в Зиепниеккалнсе» (гранит, 350×150 см, 1956 год), который стал одним из первых произведений из гранита, реализованных в публичном пространстве Латвии после Второй мировой войны. На портретах в основном изображала женщин — Астрида Кайриша (1975), Майя Табака (1976), Аусма Кантане, Вия Артмане (обе 1977), Ольга Лисовская (1979), Эльза Радзиня (1981).